# هیلر آر.او.ای
هیلر آر.او. ای (به انگلیسی: Hiller ROE Rotorcycle) یک بالگرد ساخت شرکت هواگردسازی هیلر بود که برای اهداف نظامی ساخته شد. این بالگرد ۱۳۲ کیلوگرم وزن دارد که تنها ۱۲ فروند از آن ساخته و در دهه ۱۹۵۰ میلادی در اختیار سپاه تفنگداران دریایی آمریکا قرار گرفت. بالگرد در سال ۱۹۶۱ بازنشسته شد.

## مشخصات
داده‌ها از NASM: Hiller YROE-1 Rotorcycle, Jane's All the World's Aircraft 1958-59
ویژگی‌های عمومی
- خدمه: ۱
- طول: ۱۲ فوت ۶ اینچ (۳٫۸۱ متر)
- ارتفاع: ۷ فوت ۶ اینچ (۲٫۲۹ متر)
- وزن خالی: ۳۰۹ پوند (۱۴۰ کیلوگرم)
- وزن ناخالص: ۵۶۲ پوند (۲۵۵ کیلوگرم)
- ظرفیت سوخت: ۹٫۱ گالون آمریکایی (۸ گالون بریتانیایی؛ ۳۴ لیتر)[نیازمند منبع]
- پیشرانه: ۱ عدد موتور پیستونی چهارسیلندر دوزمانه هواخنک Nelson H-63, ۴۰ اسب بخار (۳۰ کیلووات)   [۶]

(later ۴۳ اسب بخار (۳۲ کیلووات) Nelson YO-65-2)
- قطر روتور اصلی:  ۱۸ فوت ۶ اینچ (۵٫۶۴ متر)
- مساحت روتور اصلی: ۲۶۸٫۸ فوت مربع (۲۴٫۹۷ متر مربع) 2-bladed main rotor
- Blade section:  NACA 0015[۷]

عملکرد
- حداکثر سرعت: ۷۰ مایل بر ساعت (۱۱۰ کیلومتر بر ساعت، ۶۱ گره)
- سرعت کروز: ۵۲ مایل بر ساعت (۸۴ کیلومتر بر ساعت، ۴۵ گره)
- بُرد: ۱۶۶ مایل (۲۶۷ کیلومتر، ۱۴۴ مایل دریایی) with ۱۷۰ پوند (۷۷ کیلوگرم) pilot and ۸۶ پوند (۳۹ کیلوگرم) of fuel[۱]
- حداکثر ارتفاع: ۱۳٬۲۰۰ فوت (۴٬۰۰۰ متر) * Hover ceiling IGE: ۹٬۲۰۰ فوت (۲٬۸۰۴ متر)
- نرخ صعود: ۱٬۱۶۰ فوت بر دقیقه (۵٫۹ متر بر ثانیه)